# Nowomiczurinsk
Nowomiczurnsk – miasto w Rosji, w obwodzie riazańskim. W 2010 roku liczyło 19 309 mieszkańców.